# مهندسی گذرگاه‌ها
مهندسی گذرگاه‌ها گرایشی از رشته مهندسی ترافیک است که به کاربرد بنیادهای  مهندسی برای اصلاح شکل هندسی خیابان‌ها، تقاطع‌های همسطح و ناهمسطح، میدان‌ها و... می‌پردازد. مهندسی گذرگاه‌ها  نمی‌تواند همه نابسامانی‌های ترافیکی را حل کند ولی می‌تواند با اصلاح سخت‌افزارهای عبورومرور شهری یاری بزرگی به کاهش آن‌ها بکند.